# Enea (Bibbia)

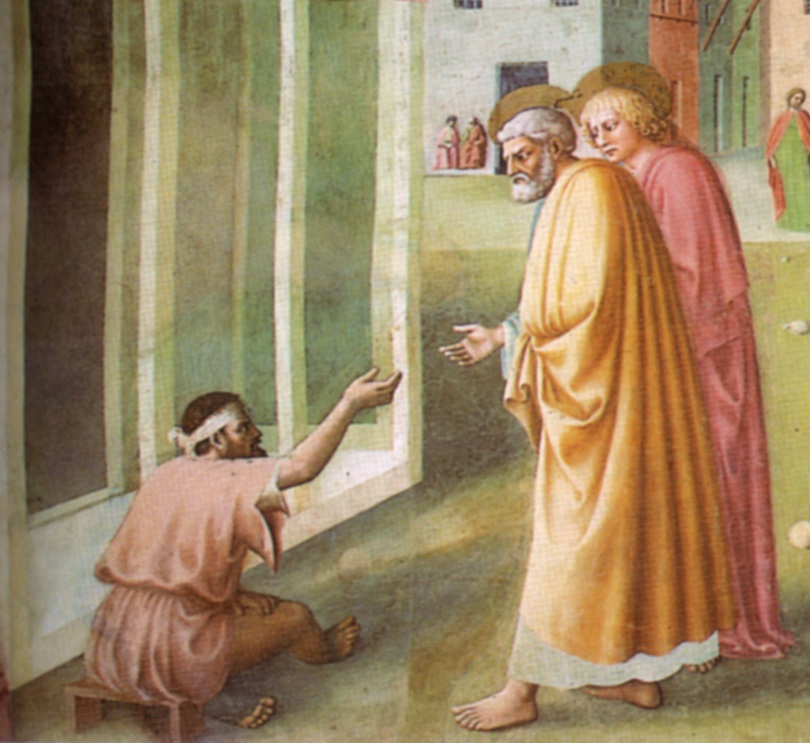
La guarigione di Enea nell'affresco Guarigione dello storpio e resurrezione di Tabita di Masolino da Panicale

Enea è un personaggio degli Atti degli Apostoli (9,32-35).
Era un paralitico, guarito da Dio per mezzo di San Pietro quando questi visitò la comunità di Lidda, nella pianura di Sharon, nel corso di un viaggio apostolico. Fermo su un lettuccio da otto anni, Enea si alzò al richiamo dell'apostolo che gli disse di alzarsi perché Gesù Cristo lo aveva guarito. Il prodigio fece convertire molti abitanti della regione e fu seguito a breve dalla risurrezione di Tabita.